# Мончегорск (станция)
Мончего́рск — железнодорожная станция в городе Мончегорск Мурманской области России.
Станция Мончегорск относится к Мурманскому региону Октябрьской железной дороги. На станцию ходят грузовые поезда и привозят грузы для комбината Североникель. Ранее было пассажирское сообщение с Оленегорском.

## История
Строительство комбината Североникель было осложнено отдаленностью строительной площадки от основной железнодорожной магистрали, поэтому грузы и материалы доставлялись по озеру Имандра. Перевозка по воде летом, а зимой по льду занимала много времени и средств, из-за этого возник вопрос о строительстве железной дороги.